# Nachi Cocom
Nachi Cocom (¿? - 1562), después llamado por los españoles conquistadores Juan Cocom,  fue un halach uinik maya, de la provincia (kuchkabal) de Sotuta, del pueblo de los cocomes, descendiente de los señores de Mayapán. Se enfrentó con ferocidad contra los conquistadores españoles. Su gesta ha dado lugar a que se lo conmemore como héroe. Hoy en día muchos centros e instalaciones públicas de Yucatán, México, llevan su nombre.

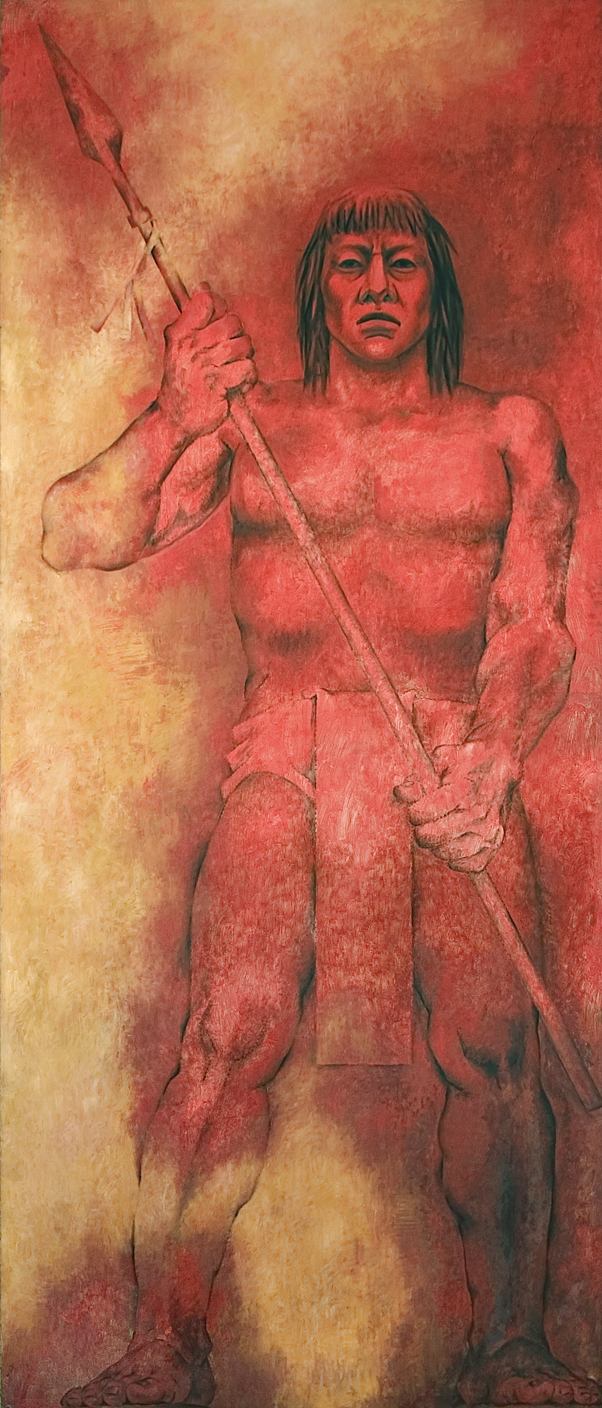
Nachi Cocom, cacique de Sotuta, combatió valientemente contra los conquistadores de Montejo antes de aceptar el dominio español

## Biografía
Se estima que Nachi Cocom nació sobre el año 1510 y fue el halach uinik de Sotuta, jurisdicción cercana a la actual ciudad de Mérida, en el estado mexicano de Yucatán.
Cuando los españoles conquistaron la península de Yucatán, impusieron su religión usaron su tecnología armamentística (espadas de metal y no de obsidiana) y se encontraron frente a este halach uinik que se distinguía por el orgullo recio en la defensa de su tierra y cultura.
En 1535, cuando los españoles se retiraron por cinco años de la península de Yucatán, la antigua rivalidad de los cocomes y los tutul xiúes, se volvió a presentar, y fue entonces cuando Nachi Cocom, dirigiendo a los cocomes de Sotuta, derrotó a Ah Dzum, quien estaba al mando de los tutul xiues de Maní, emboscándolos en el pueblo de Otzmal.
Los españoles fundaron Mérida en el lugar donde estaba la ciudad de T'Hó, en 1542, pero para entonces ya había asentamientos españoles en la zona, San Francisco de Campeche se había fundado dos años antes, el trato que estos dispensaban a los autóctonos y la imposición de la nueva religión llevó a la rebelión de los cocomes. 
Nachi Cocom tenía clara la lucha de liberación de su pueblo, se oponía a la idea que sus dioses permitieran y favorecieran el asentamiento de los europeos. Se proponía luchar hasta contra los dioses si es que estos beneficiaban a los invasores.
Coordinó la composición de un gran ejército procedente de las diversas tribus y ciudades mayas y plantaron batalla a los castellanos con la idea de salvar su libertad o hundirse para siempre se dio batalla en T'Hó y en Tixkokob, el martes 11 de junio de 1541 ganándola los españoles, quienes dispersaron al ejército maya. 
Después de eso, Nachi Cocom se refugió en su provincia natal, la de Sotuta, en donde fue combatido por Francisco de Montejo (el Sobrino), quien finalmente lo sometió. El cacique de Sotuta aceptó el dominio de los extranjeros, aunque se le permitió mantener sus derechos de cacique, para sí y para los suyos. Se convirtió al cristianismo y recibió el nombre de Juan Cocom. En la Relación de las cosas de Yucatán, atribuida a fray Diego de Landa, se lo describe como "hombre de gran reputación y muy sabio en sus cosas y bien sagaz y entendido en las naturales".Murió en agosto de 1562, sucediéndolo provisionalmente como cacique de Sotuta, su hermano, Lorenzo, mientras su hijo, Francisco, alcanzaba la mayoría de edad.